# Jean-Christophe Péraud
Jean-Christophe Péraud (Toulouse, 22 de mayo de 1977) es un deportista francés que compitió en ciclismo en las modalidades de ruta y montaña.
Participó en tres Juegos Olímpicos de Verano, entre los años 2004 y 2012, obteniendo una medalla de plata en Pekín 2008 en la prueba de campo a través.
Ganó una medalla de oro en el Campeonato Mundial de Ciclismo de Montaña de 2008 y dos medallas de oro en el Campeonato Europeo de Ciclismo de Montaña, en los años 2005 y 2008.

## Trayectoria

### Ciclismo de montaña
Empezó a competir internacionalmente en 2001, en la modalidad de montaña, y en 2005 obtuvo la medalla de oro en el Campeonato Europeo, en la prueba de campo a través.
En los Juegos Olímpicos debutó en Atenas 2004, quedando undécimo en la prueba de campo a través. En Pekín 2008 obtuvo la medalla de plata en el campo a través, al quedar segundo con un tiempo de 1:57:06, por detrás de Julien Absalon. En su tercera participación olímpica, Londres 2012, solo pudo ser vigesimonoveno en la carrera de campo a través.
En 2008 logró la medalla de oro en la prueba por relevos del Campeonato Mundial y, un par de meses después la medalla de oro en el Campeonato Europeo, también por relevos.

### Carretera
En 2010 ingresó en el equipo profesional Omega Pharma-Lotto y empezó a disputar carreras del circuito de la UCI. Debutó en la Vuelta al Algarve, en la que terminó séptimo en la general. Ese mismo año compitió en la Vuelta a España, terminando vigésimo en la general.
Su mejor resultado lo obtuvo en el Tour de Francia de 2014, en el que quedó segundo de la clasificación general, por detrás del italiano Vincenzo Nibali. Además, fue el vencedor de dos Critérium Internacional (2014 y 2015).
En su carrera profesional participó en ocho Grandes Vueltas: cinco Tour de Francia, un Giro de Italia y dos ediciones de la Vuelta a España, y disputó otras carreras por etapas: París-Niza (5), Tirreno-Adriático (2), Tour de Romandía (6), Vuelta al País Vasco (6), Critérium del Dauphiné (5), entre otras. También corrió cinco Clásicas, dos Lieja-Bastoña-Lieja y tres Giro de Lombardía.
Por su trayectoria, en 2014 recibió el premio Bicicleta de Oro Francesa.

## Medallero internacional

### Ciclismo de montaña
| Juegos Olímpicos   | Juegos Olímpicos      | Juegos Olímpicos | Juegos Olímpicos           |
| Año                | Lugar                 | Medalla          | Competición                |
| ------------------ | --------------------- | ---------------- | -------------------------- |
| 2008               | Pekín (China)         | Medalla de plata | Campo a través             |
| Campeonato Mundial |                       |                  |                            |
| Año                | Lugar                 | Medalla          | Competición                |
| 2008               | Val di Sole (Italia)  | Medalla de oro   | Campo a través por relevos |
| Campeonato Europeo |                       |                  |                            |
| Año                | Lugar                 | Medalla          | Competición                |
| 2005               | Kluisbergen (Bélgica) | Medalla de oro   | Campo a través             |
| 2008               | St. Wendel (Alemania) | Medalla de oro   | Campo a través por relevos |

## Palmarés

### Ciclismo de montaña
2002
- Campeonato Europeo por Equipos

2003
- Campeonato de Francia Maratón

2005
- 2.º en el Campeonato de Francia

2007
- 3.º en el Campeonato de Francia

2008
- 2.º en el Campeonato de Francia

### Carretera
2006
- Les Boucles du Sud Ardèche

2009 (como amateur)
- Campeonato de Francia Contrarreloj

2013
- 1 etapa del Tour del Mediterráneo

2014
- 1 etapa del Tour del Mediterráneo
- Critérium Internacional
- 2.º en el Tour de Francia

2015
- Critérium Internacional, más 1 etapa

## Resultados en Grandes Vueltas y Campeonatos del Mundo
Durante su carrera deportiva consiguió los siguientes puestos en las Grandes Vueltas, en los Campeonatos del Mundo en carretera y en los de ciclismo de montaña:
| Carrera                        | Carrera                        | 2001 | 2002 | 2003 | 2004 | 2005 | 2006 | 2007 | 2008 | 2009 | 2010 | 2011 | 2012 | 2013 | 2014 | 2015 | 2016 |
| ------------------------------ | ------------------------------ | ---- | ---- | ---- | ---- | ---- | ---- | ---- | ---- | ---- | ---- | ---- | ---- | ---- | ---- | ---- | ---- |
|                                | Giro de Italia                 | —    | —    | —    | —    | —    | —    | —    | —    | —    | —    | —    | —    | —    | —    | —    | Ab.  |
|                                | Tour de Francia                | —    | —    | —    | —    | —    | —    | —    | —    | —    | —    | 9.º  | 44.º | Ab.  | 2.º  | 61.º | —    |
|                                | Vuelta a España                | —    | —    | —    | —    | —    | —    | —    | —    | —    | 39.º | —    | —    | —    | —    | —    | 13.º |
| Mundial en Ruta                | Mundial en Ruta                | —    | —    | —    | —    | —    | —    | —    | —    | —    | —    | —    | —    | —    | 61.º | —    | —    |
| Mundial Contrarreloj           | Mundial Contrarreloj           | —    | —    | —    | —    | —    | —    | —    | —    | 12.º | —    | —    | —    | —    | —    | —    | —    |
| Mundial de Ciclismo de Montaña | Mundial de Ciclismo de Montaña | 49.º | 21.º | 21.º | 8.º  | 9.º  | 7.º  | —    | 7.º  | —    | —    | —    | —    | —    | —    | —    | —    |

| —: No participó | Ab: Abandono |

## Equipos

### Ciclismo de montaña
- Team Lapierre (1998-2005)
- Orbea (2006-2008)
- Massi (2009)

### Carretera
- Omega Pharma-Lotto (2010)
- Ag2r La Mondiale (2011-2016)